# Arròs parellada
|  | No s'ha de confondre amb Arròs del senyoret. |

L'arròs parellada és un arròs amb carn desossada, marisc pelat, sèpia o calamar i verdures preparat de manera que no cal l'ús de ganivet per menjar-se'l.

## Història
L'arròs Parellada és un plat d'origen barceloní. El nom es deu a l'advocat Juli Maria Parellada qui va demanar al restaurant Suís de la ciutat comtal un arròs sense espines, closques ni ossos. Era l'any 1902, i el va demanar tants cops que a cuina es va començar a conèixer amb el nom d' arròs Parellada.
Al segle XXI l'arròs parellada ha esdevingut un més dels atractius turístics de la capital catalana amb el conegut restaurant 7 Portes al capdavant.

## Ingredients
Els ingredients clàssics d'aquest plat són l'arròs, la carn de porc (cansalada i botifarra), la cuixa de pollastre desossada, el rap, la sepia, el calamar, les gambes o gambots, i com a verdures i hortalisses ceba, pebrot vermell, mongetes verdes i nyores; tot mullat amb vi ranci i fumet de peix.

## Preparació
En primer lloc obrim al vapor els mol·luscs i en reservem el brou. A continuació, es fica en una cassola aquest brou amb aigua amb sal i afegim el cap i les espines del rap i/o morralla de peix. Així obtindrem el fumet amb el que cuinar l'arròs.
Una vegada obtingut el brou, es fica oli d'oliva a la paella i sofregim les carns tallades a daus i les reservem, i a continuació fem el mateix amb el rap els crustacis primer i els cefalòpodes després. Tot seguit sofregim les verdures i quan siguin llestes tornem a la paella tota la carn i el peix reservats excepte les gambes o gambots i els musclos, afegim el vi ranci i deixem evaporar. A continuació agreguem l'arròs, li donem uns tombs i hi tirem el fumet bullint per tot seguit rectificar de sal. Deixem coure a foc mig fins que l'arròs absorbeixi el brou i arribats en aquest punt afegim els crustacis i els mol·luscs. Cal deixar-lo reposar fora del foc uns cinc minuts abans de servir.